# 班尼顿
班尼頓集團（英語：Benetton Group S.r.l.，正確讀音[benetˈton]，經常被誤讀為[ˈbɛːnetton]或[benetˈtɔn]），於1965年成立，是全球知名的休闲服裝品牌，總部設於意大利北部市鎮蓬扎諾韋內托，世界各地門市約6千間，2013年度財政收入為16億歐元。

## 體育贊助

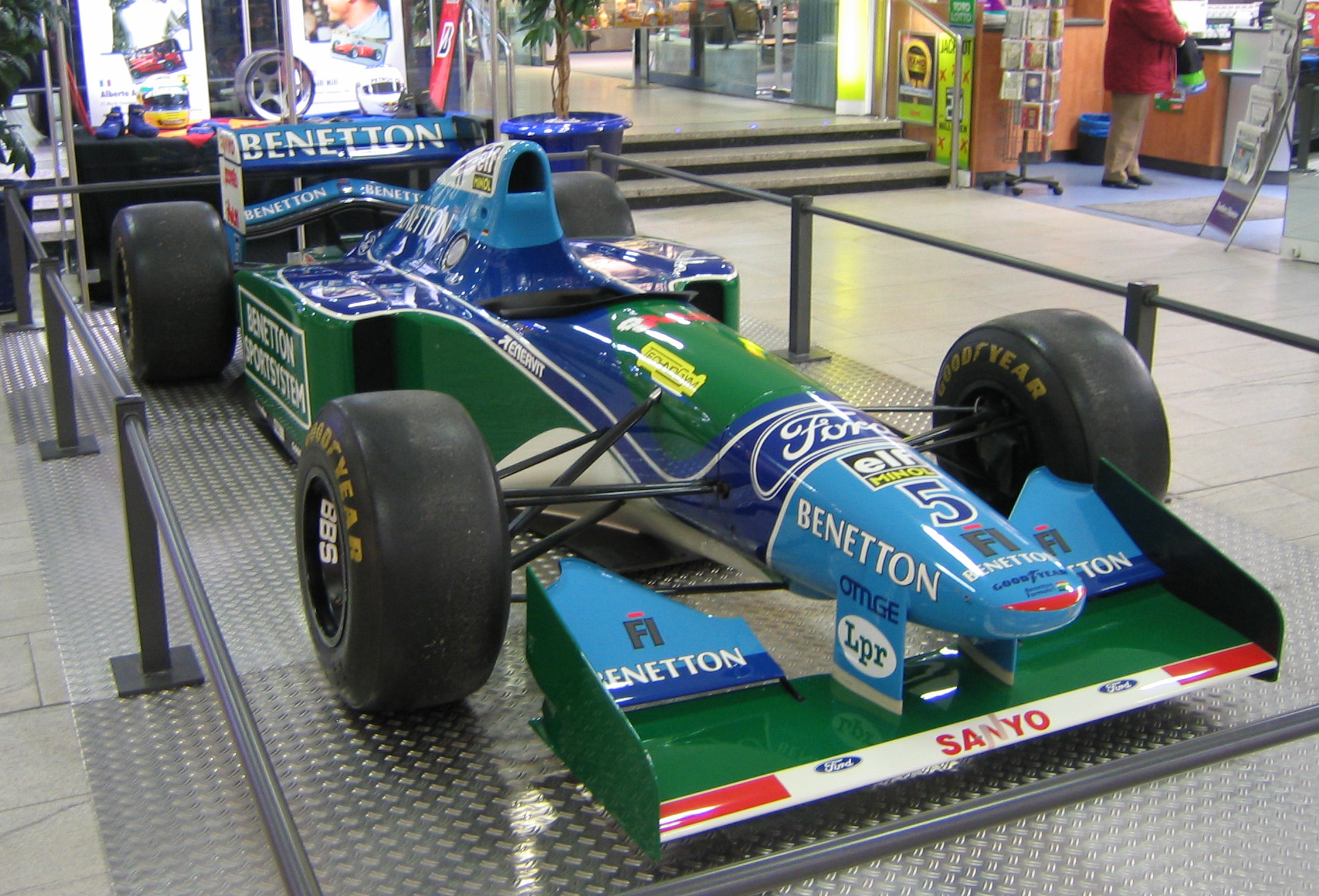
麥可·舒馬克1994年駕駛的班尼頓B194戰車

班尼頓自1983年起已經贊助一級方程式車隊，於1985年更加成立自家車隊，於1990至97年間在弗拉維奧·布里亞托利的領導下取得驕人的成績（麥可·舒馬克於1994及95年連續兩季贏得年度總冠軍，而車隊亦於1995年奪取車隊冠軍的名銜），車隊於2000年獲雷諾以1.2億美元收購，2002年改名為雷諾車隊。